# Японская эстетика
Японская эстетика представляет собой совокупность представлений о канонах красоты в японском искусстве: набор древних и современных идеалов, которые включают в себя ваби (красота непритязательной простоты, естественности, грубоватости, асимметричности и незавершённости), саби (красота налёта старины, изящной
простоты и умиротворяющего одиночества) вместе ваби-саби (красота несовершенства, непостоянства, незаконченности, недосказанности и неполноты), югэн (красота сокровенного, таинственного, мистического) и каваии (красота милого, миловидного, хорошенького, маленького, невинного, детского, ребяческого и славного). Эти и другие идеалы составляют большую часть японских культурных и эстетических норм того, что считается прекрасным и обладающим вкусом. Если Западная цивилизация воспринимает эстетику как философию (в ее теоретическом измерении), то концепция эстетики в Японии рассматривается как неотъемлемая часть повседневной жизни. Современная японская эстетика, как и эстетика любых народов мира, включает в себя множество идеалов: некоторые из них являются древними в то время как другие — современными, в том числе как и привнесёнными и привносимыми из других культур, так и повлиявшими и влияющими на них самих.

## Синтоизм и буддизм
Синтоизм считается феноменом, стоящим у истоков японской культуры. Подчеркивая целостность природы и личности в этике, а также уделяя особое внимание природным пейзажам, он задает тон японской эстетики. Тем не менее, идеалы японской эстетики в большей степени попали под влияние японского буддизма В буддийской традиции все вещи рассматриваются как либо эволюционирующие из «ничто», либо растворяющиеся в нем. Однако «ничто» не просто пустое пространство. Скорее, это пространство потенциальных возможностей. Например, если море представляют собой «пространство возможностей», то каждая вещь подобна волне, возникающей из моря, и возвращающейся обратно. Не существует неизменных волн: ни на одном из этапов своего существования волна не является завершенной, даже на своем пике. Таким образом, природа рассматривается здесь как динамическое единство, которое должно ценить и почитать. Подобная оценка природы фундаментальна для многих японских эстетических идеалов, искусства и других элементов культуры. В этом отношении японское представление об искусстве (как и само это понятие) так же отличаются от принятого в западной традиции.

## Ваби-саби

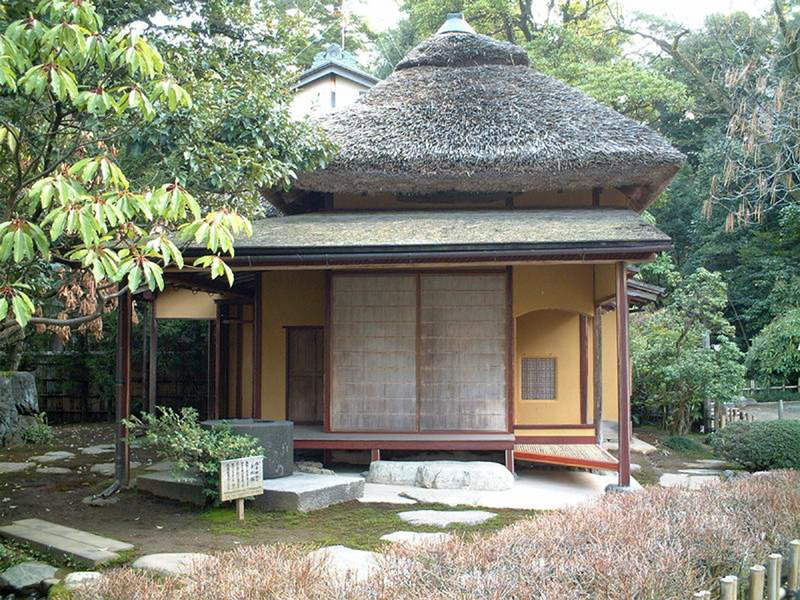
Японский чайный домик в парке Кэнроку-эн в городе Канадзава, может служить примером эстетики ваби-саби

Принципы ваби и саби относились к вдумчивому подходу к повседневной жизни. Со временем их значения частично совпали и сошлись таким образом, что они были объединены в ваби-саби, эстетику, определяемую как несовершенная, непостоянная и неполная красота вещей. Стареющие или разрушающиеся вещи, некоторым образом, в большей степени вызывают мысли о ваби-саби, чем вещи в полном расцвете своей красоты, поскольку первые предполагают идею мимолетности сущего. Поскольку всё сущее, в многообразии его вещей, приходит и уходит, ваби-саби демонстрирует признаки ухода и прихода, и эти знаки считаются прекрасными. С этой точки зрения, красота связана с особым состоянием сознания и может быть увидена в прозаическом и простом. Знаки природы могут быть столь незаметными, что требуется спокойный разум и утонченный взгляд, чтобы распознать их. Философия дзэн предлагает 7 эстетических признаков, способствующих усмотрению ваби-саби:
- фукинсэй — асимметрия, неправильность;
- кансо — простота;
- коко — скудость, потрепанность;
- сидзэн — отсутствие притворства, бытие естественным;
- югэн — тонкое глубокое изящество, неочевидность;
- дацудзоку — неподверженность конвенциональному мнению, свобода;
- сэйдзяку — спокойствие.

Всё вышеперечисленное может быть найдено в природе, но может также считаться добродетелью человеческого характера и уместностью поведения. Это, в свою очередь, предполагает, что добродетель и вежливость могут быть привиты благодаря пониманию искусства и практике последнего. Следовательно, эстетические идеалы имеют этическую коннотацию и пронизывают большую часть японской культуры.

## Мияби

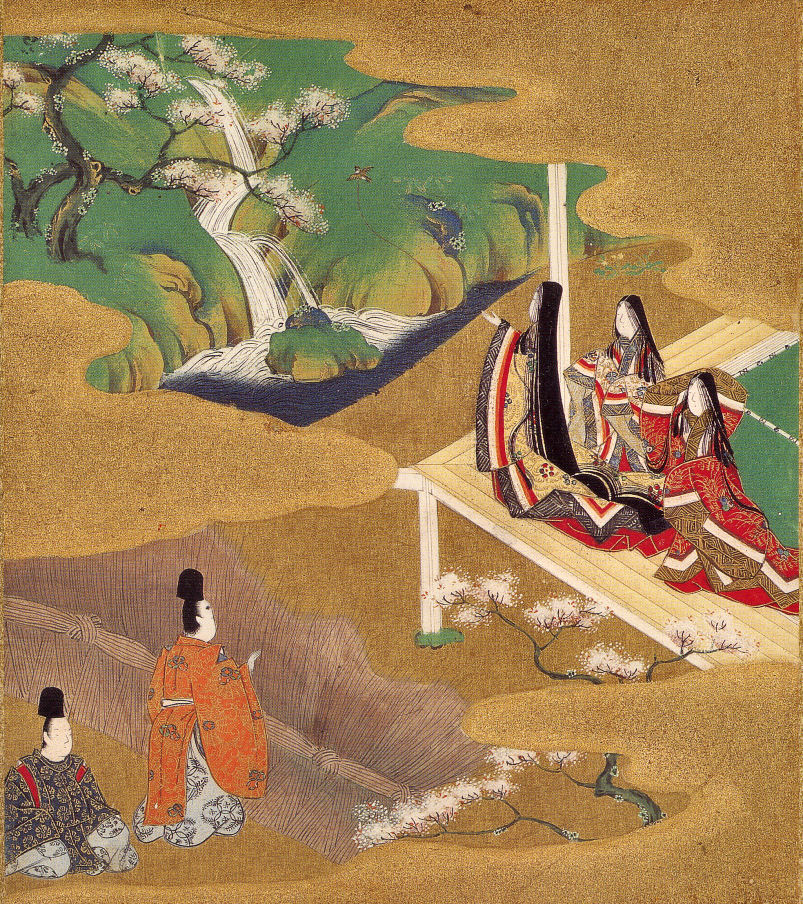
Иллюстрация Повести о Гэндзи, выполненная в соответствии с идеалами мияби. Период Хэйан

Мияби (雅) является одним из старейших традиционных японских эстетических идеалов, хотя, возможно, не так распространен, как ики или ваби-саби. В современном японском языке это слово обычно переводится как «элегантность», «утонченность» или «изысканность». Аристократический идеал мияби требовал уничтожения всего, что было абсурдно или вульгарно, а также оттачивания манер, стиля и чувств, чтобы устранить все шероховатости и грубость и достичь наивысшего изящества, элегантности изысканности, куртуазности. Мияби выражал чувствительность к красоте, которая была отличительной чертой эпохи Хэйан. Мияби часто связывается с понятием моно-но аварэ: сладостно-горьким осознанием скоротечности вещей. Поэтому считалось, что вещи в их упадке показывали сильное чувство мияби.

## Сибуй
Сибуй (渋い) (прилагательное), сибуми (渋み) или сибуса (渋さ, существительное) — это японские термины, которые относятся к эстетике простой, тонкой и ненавязчивой красоты. Возникнув в период Муромати (1336—1392), термин первоначально отсылал к кислому или вяжущему вкусу, такому, как вкус незрелой хурмы — в противовес сладкому и приторному. Сибуй сохраняет этот буквальный смысл и остается антонимом амаи (甘い), что означает «сладкий». Как и другие японские эстетические термины, такие как ики и ваби-саби, сибуй может применяться к широкому кругу предметов, а не только к искусству или моде.
Сибуса включает в себя следующие существенные качества:
- Объекты-сибуй кажутся простыми в целом, но они включают в себя тонкие детали, такие как текстуры, которые уравновешивают простоту со сложностью.
- Этот баланс простоты и сложности гарантирует, что человек не устает от объекта сибуй, но постоянно находит новые значения и более развитую красоту. Это приводит к тому, что эстетическая ценность объекта со временем постоянно растет.
- Слово «сибуса» не следует путать с ваби или саби. Хотя многие объекты-ваби или саби — это сибуй, не все объекты-сибуй являются ваби или саби. Объекты-ваби или саби могут быть более суровыми и иногда преднамеренно выставляют несовершенства до такой степени, что они могут казаться искусственными. Объекты-сибуй не обязательно несовершенны или асимметричны, хотя они могут включать эти качества.
- «Сибуми» проводит тонкую грань между контрастирующими эстетическими понятиями, такими как элегантный и грубый, спонтанный и сдержанный.

## Ики
«Ики» (粋) является традиционным эстетическим идеалом в Японии. Считается, что основа ики сформировалась среди городского торгового сословия в Эдо в период Токугавы (1603—1868). Ики выражает простоту, изощренность, спонтанность и оригинальность, не являясь, однако, слишком изысканным претенциозным и сложным. «Ики» может означать личностную черту или же относиться к искусственным явлениям, проявляющим человеческую волю или сознание. Ики не используется для описания природных явлений, но может быть выражен в оценке человеком природной красоты или в природе человека. В японской культуре термин ики, применяемый к человеку, обычно используется для описания особо эстетически привлекательных качеств и представляет собой почетный комплимент. Несмотря на схожесть ики с ваби-саби (в пренебрежении совершенством), ики охватывает также и широкий круг иных характеристик, связанных с изысканностью и изяществом. Не лишённая вкуса манифестации чувствительности так же может являться ики, которое, таким образом, также может иметь эротический подтекст. Хотя этимологически ики имеет корень, который означает чистоту и неподдельный характер, тем не менее, этот корень также несет в себе смысл жажды (или вкуса) жизни.

## Югэн

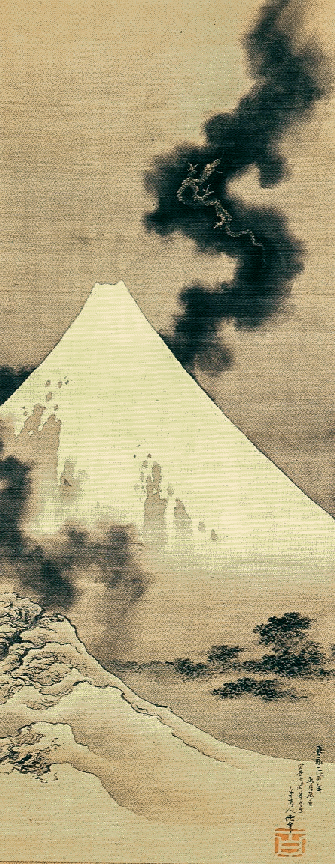
Пример изображения югэн: Дымный дракон, покидающий гору Фудзи

Югэн (幽 玄) — важное понятие в традиционной японской эстетике. Точный перевод этого термина зависит от контекста. В китайских философских текстах, откуда был заимствован термин, югэн означал «туманный», «глубокий» или «таинственный». В критических разборах японской поэзии-вака термин использовался для описания тонкой, неуловимой глубины вещей, которая только смутно передается стихами. Кроме того, один из десяти ортодоксальных стилей поэзии, выделенных японским поэтом и философом Фудзивара-но Тэйка, в его трактатах также называется югэн.
Югэн предполагает нечто такое, что остается за рамками вербального выражения, однако не относя это нечто к какому-либо иному, потустороннему миру. Речь идет о посюстороннем мире и посюстороннем опыте.

Все нижеперечисленное является примерами югэн:
«Наблюдать как солнце опускается за холм, покрытый цветами. Блуждать в огромном лесу, не думая о возвращении. Стоять на берегу и смотреть вслед лодке, которая исчезает за далекими островами. Созерцать полет диких гусей, замеченных и потерянных среди облаков. И тонкие тени бамбука на бамбуке». Дзэами Мотокиё 
Дзэами Мотокиё был создателем театра драматического искусства. Он и написал классическую книгу о драматической теории (Kadensho). Мотокиё постоянно использует образы природы как метафору. Например, «снег в серебряной чаше» представляет собой «цветок спокойствия». В его интерпретации Югэн означает «глубокое, таинственное чувство красоты вселенной … и печальную красоту человеческих страданий». Югэн также используется Дзэами Мотокиё для обозначения «изысканной элегантности».

## Каваии

Изображение Пикачу в стиле «каваии» на фюзеляже самолета All Nippon Airways

«Каваии» (可愛い «прелестный», «хорошенький», «славный», «маленький», «крошечный») — современная японская эстетическая концепция, которая подчеркивает невинность, детскость и ребячество и распространяется на все сферы японского общества. «Каваии» присутствует в японской поп-культуре, в сфере развлечений, моды, еды, игрушек, внешнего вида, манер поведения, личных привычек и так далее. Японцы используют «каваии» в самых разных сферах и ситуациях, даже когда в других культурах они могут считаться неуместно детскими или легкомысленными (например, в государственных публикациях, в деловой среде, в рекламе, в военной, строительной и транспортной сфере, офисной среде и т. д.). «Каваии» как эстетическая концепция может описывать любой субъект или объект, который индивидуум или общество в целом сочтёт милым. Например, это может быть: симпатичный почерк, персонажи из манги, аниме или такие, как Hello Kitty и Пикачу, дети или взрослые, демонстрирующие ребяческое, детское или наивное поведение. Ближайшим аналогом «каваии» является южнокорейский термин «эгё» (кор. 애교?, 愛嬌?), также его можно сравнить с китайским термином «сацзяо» (撒娇).
Для японцев слово «каваии» — очень полезный термин, практическое слово, которое можно использовать в разных ситуациях, потому что его значение имеет множество применений: от выражения простого мнения до эстетических ценностей и, в свою очередь, от сочувствия человеку до пожелания ему удачи. Для японцев наивысшим приоритетом является поддержка баланса и гармонии в межличностных отношениях, и для достижения этой цели «каваии» является идеальным инструментом.
Томоёки Сугияма, автор книги «Cool Japan», считает, что истоки «каваии» лежат в почитающей гармонию японской культуре, а Нобоёси Курита, профессор социологии токийского Университета Мусаси, утверждает, что «каваии» — это «волшебное слово», охватывающее всё, что считают приятным и желанным. Каваии — это слово, которое не имеет логики и описывает только то, что можно считать «милым», и поэтому не вызывает никакого возражения. Любая другая оценка, которая придает субъекту или объекту чрезмерную актуальность или значимость (например, что-то «прекрасно» или кто-то «прекрасен»), может вызвать некоторое возражение или противоречие.
С другой стороны, есть консервативное японское меньшинство скептически относящееся к «каваии», считающее его признаком инфантильного склада ума. В частности, Хирото Мурасава, профессор красоты и культуры Женского университета Осака Сёин, утверждает, что «каваии» — это «образ мышления, порождающий нежелание отстаивать свою точку зрения <…> Индивидуум, решивший выделиться, терпит поражение». Есть также критика одержимости и преувеличения «каваии», искажающих истинную природу вещей.

### Влияние на другие культуры

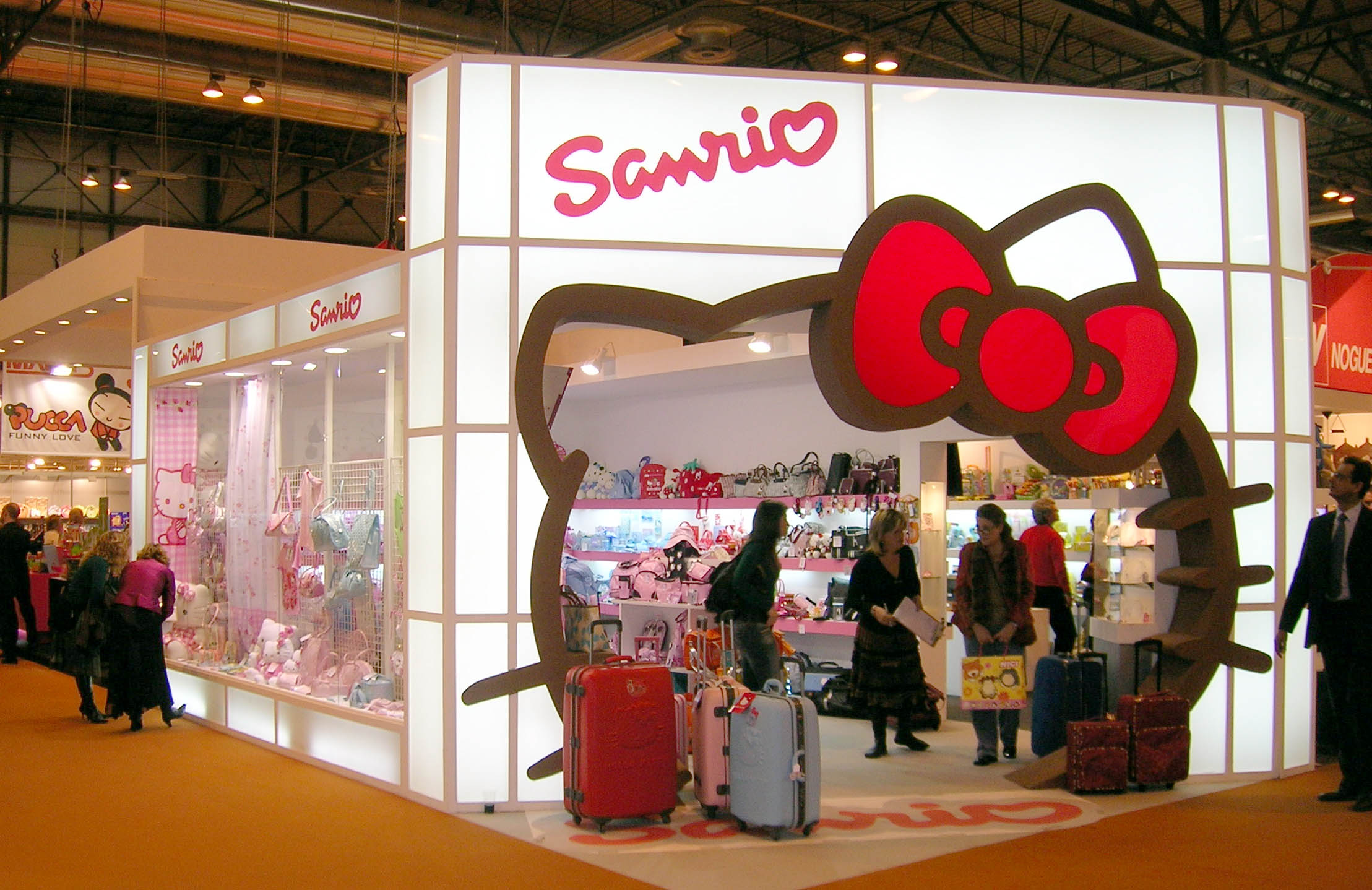
Павильон с товарами компании Sanrio в Мадриде. Hello Kitty стала иконой «каваии» в Японии и во многих странах мира

Термин «каваии» хорошо известный международный японизм и часто используется поклонниками японской поп-культуры (включая любителей аниме и манги) в разных странах. Как пример, слово «каваии», является частью массовой англоязычной поп-культуры, войдя, например, в видеоклип Гвен Стефани «Harajuku Girls» и в список неологизмов, составленный студентами и выпускниками Райсовского университета города Хьюстона (США). В русскоязычной среде японизм «каваии» стал прародителем неологизма «кавай», более удобного для словоизменения (например, «кавайный», «кавайность», «о кавае»).
Влияние «каваии» на мировых рынках и в разных культурах достигается путем внедрения «каваии» с помощью современного искусства; аудио, визуальных и письменных носителях; и модных тенденций японской молодежи, особенно школьниц.
Японский «каваии», по-видимому, притягивает к себе популярность благодаря своей ассоциации с созданием культурной продукции и «милых» потребительских товаров. Это мышление преобладает на мировом рынке, порождая многочисленные переложения и интерпретации «каваии» в других культурах.
Распространение японской молодежной моды и культуры «каваии» обычно связано с западным обществом и тенденциями, устанавливаемые дизайнерами, заимствующими эстетику «каваии» из Японии. С появлением Китая, Южной Кореи и Сингапура в качестве экономических центров в Азии, товары эстетики «каваии» и популярность продукции сместились обратно на Восток. На этих азиатских рынках концепция «каваии» принимает различные формы и типы в зависимости от целевой аудитории.

#### В Азии

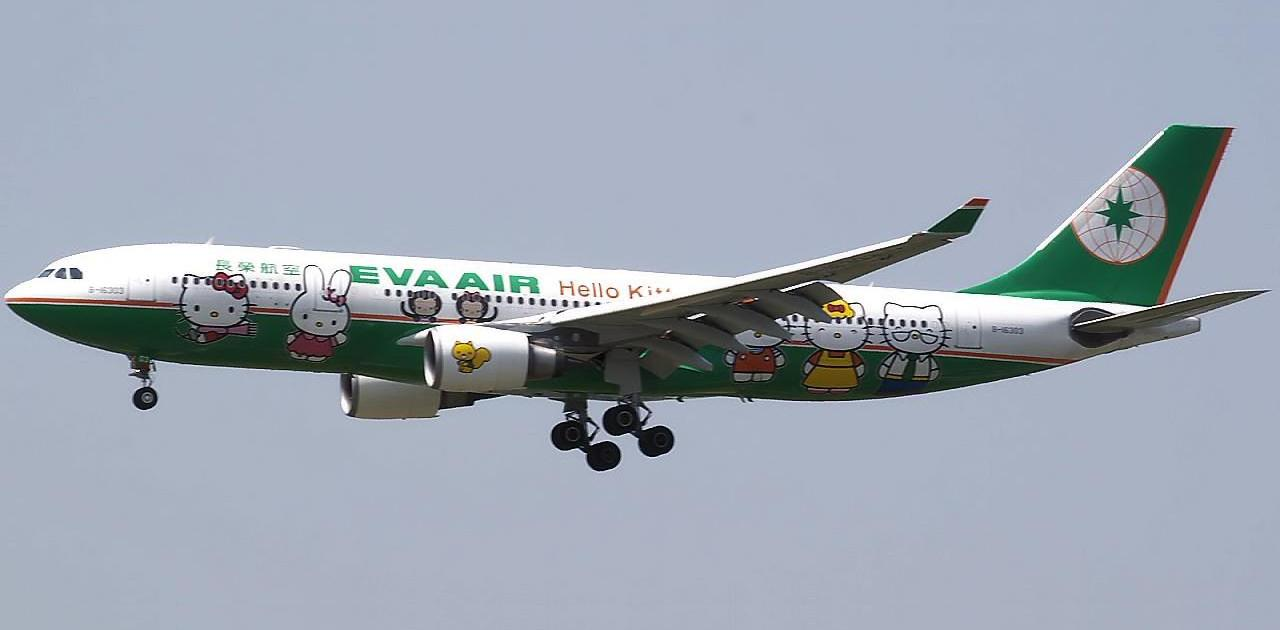
EVA Air Airbus A330 с ливреей Hello Kitty в стили «каваии»

Тайваньская культура, в частности правительство, подняло эстетику «каваии» на новый уровень общественного сознания. Введение куклы A-Bian было расценено как развитие символа, чтобы продвигать демократию и помочь в создании коллективного воображения и национальной идентичности для тайваньского народа. Куклы A-Bian — это «каваийные» фигуры, известных личностей и политических фигур, которых используют, как средство саморекламы и привлечения потенциальных голосов избирателей. Создание куклы A-Bian позволило сотрудникам тайваньского президента Чэнь Шуйбяня создать новую культуру, в которой имидж «кавайности» политического деятеля может быть использован для мобилизации поддержки и получения голосов на выборах.
Японская поп-культура «каваии» оказала влияние на сингапурскую молодежь. Глобальный экспорт японской поп-культуры начался с середины 1980-х годов, когда Япония стала одной из ведущих мировых экономических держав. «Каваии» превратился из нескольких детских телевизионных шоу в сенсацию в Интернете. Японские СМИ используются в Сингапуре настолько широко, что молодежь с большей вероятностью подражает моде своих японских кумиров, изучает японский язык и покупает товары, ориентированные на японский язык.
Азиатские страны Китая, Гонконга, Южной Кореи и Таиланда либо производят «кавайные» товары для международного потребления, либо имеют веб-сайты, которые обслуживают культуру «каваии», как часть молодежной культуры в своей стране. «Каваии» начал свою собственную жизнь, породив «каваии» сайты, «каваии» домашние страницы, «каваии» темы браузеров и, наконец, «каваии» страницы социальных сетей. В то время как Япония является источником и Меккой всех «каваии» вещей, художники и компании по всему миру имитируют эстетику и культуру «каваии».
Со временем «каваии» перерос сам себе и стал чем-то большим, чем он сам. Взаимосвязанность современного мира через Интернет вывела «каваии» на новые высоты раскрытия и принятия, создавая «каваии»-движения.
Концепция и эстетика «каваии» стала чем-то вроде глобального явления. Эстетическая привлекательность Японии очень привлекательна для людей во всем мире. Широкая популярность японской эстетики «каваии» часто объясняется тем, что она «культурно не имеют запаха». Устранение экзотики и национального брендинга помогло «каваии» охватить множество целевых аудиторий и охватить все культуры, социальные классы и гендеры «Вкусные» характеристики «каваии» сделали его глобальным хитом, в результате чего имидж Японии в мире сместился от того, строго и серьёзного сада камней, к славе «культа милоты».

## Эстетика и японская культурная идентичность
По своей природе эстетика для Японии имеет более широкую значимость, чем обычно придается эстетике на Западе. Так, например, в одной из своих работ Эйко Икегами раскрывает сложную историю общественной жизни Японии, в которой эстетические идеалы стали центральными для культурной идентичности Японии. Эйко Икегами показывает, как переплетение театрального искусства, чайной церемонии и поэзии неявно формировало культурные практики, а также японское понимание того, насколько вежливость и политика неразделимы. По ее мнению, те сферы общественной жизни (как, например, искусство и политика), которые на Западе выступают обособленно, в Японии являлись и являются интегрированными.
Исследователи отмечают, что после внедрения западных идеалов в Японию, эстетические идеалы ваби-саби были во многом пересмотрены. Поэтому недавние интерпретации эстетических идеалов неизбежно отражают иудео-христианские перспективы и западную философию.

## Эстетика и японская кулинария

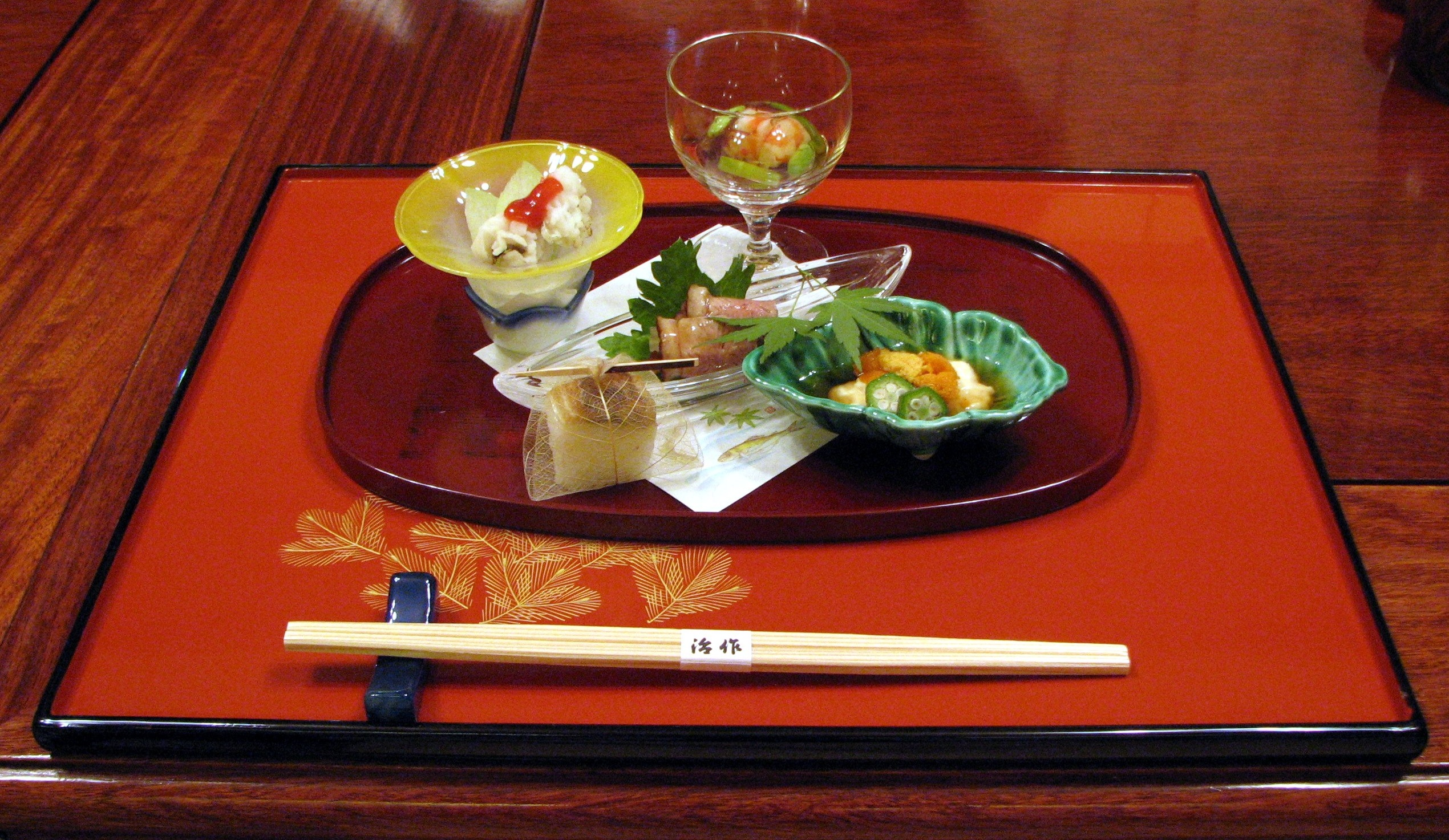
Принцип кайсэки состоит, помимо прочего, в определённом порядке следования блюд, каждое из которых мало и художественно устроено

Многие традиционные японские эстетические критерии проявляются как часть разнообразных элементов японской кухни. К примеру, их воплощает чайная церемония и кухня кайсэки: для полного понимания этой кулинарной традиции следует получать наслаждение от созерцания блюд, утвари, от вкуса изысканных продуктов, тщательно продуманного меню, и от совместно проведённого времени.
Одними из таких эстетических принципов, находящих выражение в том числе и в приготовлении еды, является «подчинение (или следование) сути объекта». Он состоит в том, что человеку следует ограничить собственное своеволие перед предметами мира и относиться к ним с уважением, позволяя феноменам мира выражать свою суть. В кулинарии это достигается тем, что каждый ингредиент японского блюда готовится и подаётся на стол строго отдельно от других таким образом, чтобы сохранить и выразить собственные визуальные и вкусовые характеристики, в то время как в западной кулинарной традиции преобладает смешение компонентов блюда в угоду вкушающему. Кроме того, элементом подобной эстетизации пищи может служить и своеобразная сервировка: рыбу, например, можно и нужно подавать на стол на волнообразном вертеле, для того, чтобы указать на форму её движения в воде. Тем самым проявляется уважение к сути рыбы. Таким образом, кратко выраженный принцип японской эстетики пищи состоит в том, чтобы сделать рыбу более «рыбной», а рис более «рисным».
Этот принцип появился в ресторанах в период Эдо, в конце XVII века, когда в крупных городах началось производство соевого соуса, и сырую рыбу перестали подавать политой мисо и с другими приправами.